# Indie na Mistrzostwach Świata w Lekkoatletyce 2017
Indie na Mistrzostwach Świata w Lekkoatletyce 2017 – reprezentacja Indii podczas mistrzostw świata w Londynie liczyła 25 zawodników, którzy nie zdobyli żadnego medalu.

## Skład reprezentacji
Mężczyźni
| Zawodnik                                             | Konkurencja                | Eliminacje | Eliminacje | Półfinał | Półfinał | Finał    | Finał   |
| Zawodnik                                             | Konkurencja                | Rezultat   | Pozycja    | Rezultat | Pozycja  | Rezultat | Pozycja |
| ---------------------------------------------------- | -------------------------- | ---------- | ---------- | -------- | -------- | -------- | ------- |
| Mohammad Anas                                        | bieg na 400 metrów         | 45,98      | 33.        | NQ       | NQ       | NQ       | NQ      |
| Govindan Lakshmanan                                  | bieg na 5000 metrów        | 13:35,69   | 31.        | —        | —        | NQ       | NQ      |
| Gopi Thonakal                                        | maraton                    | —          | —          | —        | —        | 2:17:13  | 28.     |
| Siddhant Thingalaya                                  | bieg na 110 m przez płotki | 13,64      | 31.        | NQ       | NQ       | NQ       | NQ      |
| Kunhu Muhammed Amoj Jacob Mohammad Anas Arokia Rajiv | Sztafeta 4 × 400 m         | 3:02,80    | 10.        | —        | —        | NQ       | NQ      |
| Irfan Kolothum Thodi                                 | chód na 20 km              | —          | —          | —        | —        | 1:21:40  | 23.     |
| Devender Singh                                       | chód na 20 km              | —          | —          | —        | —        | 1:25:47  | 50.     |
| Ganapathi Krishnan                                   | chód na 20 km              | —          | —          | —        | —        | 1:28:32  | 54.     |

| Zawodnik            | Konkurencja    | Kwalifikacje | Kwalifikacje | Finał | Finał   |
| Zawodnik            | Konkurencja    | Wynik        | Pozycja      | Wynik | Pozycja |
| ------------------- | -------------- | ------------ | ------------ | ----- | ------- |
| Neeraj Chopra       | rzut oszczepem | 82,26        | 15.          | NQ    | NQ      |
| Davinder Singh Kang | rzut oszczepem | 84,22        | 7. Q         | 80,02 | 12.     |

Kobiety
| Zawodniczka                                                         | Konkurencja        | Eliminacje | Eliminacje | Półfinał | Półfinał | Finał    | Finał   |
| Zawodniczka                                                         | Konkurencja        | Rezultat   | Pozycja    | Rezultat | Pozycja  | Rezultat | Pozycja |
| ------------------------------------------------------------------- | ------------------ | ---------- | ---------- | -------- | -------- | -------- | ------- |
| Dutee Chand                                                         | bieg na 100 metrów | 12,07      | 38.        | NQ       | NQ       | NQ       | NQ      |
| Nirmala Sheoran                                                     | bieg na 400 metrów | 52,01      | 21. q      | 53,07    | 22.      | NQ       | NQ      |
| Monika Athare                                                       | maraton            | —          | 2:49:54    | 64.      |          |          |         |
| Jisna Mathew Machettira Raju Poovamma Anilda Thomas Nirmala Sheoran | Sztafeta 4 × 400 m | DQ         | DQ         | —        | —        | NQ       | NQ      |
| Khushbir Kaur                                                       | chód na 20 km      | —          | —          | —        | —        | 1:36:41  | 42.     |

| Annu Rani | rzut oszczepem | 59,93 | 20. | NQ | NQ | NQ | NQ |

Siedmiobój
| Zawodniczka   | Konkurencja | 100H  | HJ   | SP    | 200 m | LJ   | JT    | 800 m   | Wynik | Pozycja |
| ------------- | ----------- | ----- | ---- | ----- | ----- | ---- | ----- | ------- | ----- | ------- |
| Swapna Barman | Rezultat    | 14,14 | 1,71 | 10,81 | 26,45 | 5,53 | 43,49 | 2:20,17 | 5431  | 26.     |
| Swapna Barman | Punkty      | 959   | 867  | 583   | 758   | 709  | 734   | 821     | 5431  | 26.     |